# ナジェジジンスコエ地区
ナジェジジンスコエ地区（Надеждинский Район）はロシア連邦沿海地方の南部の海岸部を占める地区（ラヨン）である。行政中心地はヴォリノ＝ナジェジジンスコエ村。地区内をラズドリナヤ川が流れる。人口は43,000人。
良好な気候と場所柄で肉、野菜、牛乳をウラジオストクへと供給している。ミンク、キツネ、ヨーロッパケナガイタチ、シカといった毛皮獣の養殖がされている。
この地区では100年以上にわたり褐炭が発掘されている。また、ラズドルナヤ川の砂はケイ酸塩煉瓦の材料となっている。ラズドルネンスキー建材は地区の大きな企業の一つで煉瓦を製造している。多孔性玄武岩の堆積物はフィンランドの建設会社テレホフスキー・コンクリート製造所が原料としている。キパリソヴォ駅からそう遠くない場所にはガラスの材料となるクォーツを含んだ砂岩の層がある。近年そこは沿海地方最大のガラス工業地域となり、製品は地方の外へも流通している。
高い人口密度で大都市にも近く道路網も発達しているが、ナジェジジンスコエ地区は40ヘクタールのイチイの林やチョウセンマツの森といった独自の魅力的な自然を誇っている。